# Jean-Baptiste Martin (acteur)
Pour les articles homonymes, voir Jean-Baptiste Martin et Martin.
Jean-Baptiste Martin est un acteur français né le 12 novembre 1976.
Il est le fils de l'animateur Jacques Martin et de la comédienne Danièle Évenou.

Il entame une carrière d'acteur  en 1999 à la télévision (Les Enquêtes d'Éloïse Rome, PJ, La Crim', Sauveur Giordano, Joséphine, ange gardien, etc.) puis au théâtre (Love! Valour! Compassion!, Haute surveillance, L'Année du bac, etc.). Depuis 2006, il se produit sur scène dans son propre tour de chant.
Frère cadet de Frédéric Martin, il a été un de ses coauteurs à la radio (Le Monde de monsieur Fred, Le Fou du roi) et à la télé (On a tout essayé, On n'est pas couché), et l'a mis en scène dans Ça c'est youpi et Dans l'mur au Festival Off d'Avignon. Il a également composé la musique du spectacle de sa mère, Danièle Évenou, Et en plus c'est vrai.
Il est notamment le demi-frère de David Martin (fils de Jacques Martin avec sa première épouse Annie Lefèvre) et frère de Frédéric Martin.

## Théâtre

### En tant que comédien
- 2001 : L'Année du bac de José-André Lacour, mise en scène Peter Muller[Lequel ?], théâtre Mouffetard puis Bobino
- 2001 : Les deux couverts de Sacha Guitry, mise en scène Yves Pignot, Tournée
- 2002 : La Honte de Edwin Gérard et Philipe Honoré, mise en scène Sarah Eigerman, théâtre du Guichet Montparnasse
- 2003 : Haute surveillance de Jean Genet, mise en scène Jean Mourière, Bouffon-théâtre
- 2005 : Love ! Valour ! Compassion ! de Terrence McNally, mise en scène Jean-Pierre Dravel et Olivier Macé, théâtre de la Porte-Saint-Martin
- 2008 : Monsieur Masure d'après Claude Magnier, mise en scène Julia Duchaussoy, théâtre de Mousquety, L'Isle-sur-la-Sorgue
- 2010-2011 : Les Vacances de Josepha de Danny Laurent, mise en scène Yves Pignot, théâtre Rive Gauche puis tournée en France, Belgique et Suisse
- 2012 : Dis-moi oui ! de Louis-Michel Colla, mise en scène Étienne de Balasy, théâtre de la Gaîté-Montparnasse
- 2014 : Angèle de Marcel Pagnol, mise en scène Yves Pignot, Centre national de création d'Orléans, tournée
- 2015 : Les voisins du dessus de Laurent Jyl, mise en scène Olivier Macé et Jean-Pierre Dravel, Comédie Bastille
- 2016 : Les Lyons de Nicky Silver, mise en scène Jean-Luc Moreau, Tournée
- 2017 : Rupture à domicile de Tristan Petit Girard, mise en scène de l'auteur, Théâtre du Splendid

### En tant que metteur en scène
- 1998 : Dans l'mur de Frédéric Martin, Festival d'Avignon
- 2003 : Ça c'est youpi ! de Frédéric Martin, Festival d'Avignon

## Filmographie

### Cinéma

#### Courts-métrages
- 1999 : Accidents de Pascal Laëthier
- 2000 : Le Marquis de Gilles Paquet-Brenner
- 2006 : La Rivière  de Tony Amoni
- 2016: Nicky Larson de Mathias Sariel
- 2017: Mon souvenir de Tony Amoni

### Télévision
- 1994 : Julie Lescaut - Épisode 5 Saison 3 "Ruptures" de Josée Dayan : Flic Tiou
- 1995 : Ce que savait Maisie : Le docteur
- 1999 : Une femme d'honneur - Épisode "Une ombre au tableau" de Philippe Monnier : Richard Lavandier
- 2000 : Jacotte - Épisode "Coquilles brisées" de Charly Belleto :
- 2000 : La Crim'  de Dennis Berry :
- 2001-2005 : Les Enquêtes d'Éloïse Rome : Éric Nell
- 2001 : PJ de Christian François : Benoît Verluca
- 2003 : Ton tour viendra de Harry Cleven : Patrick
- 2003 : Marc Eliot - Épisode "Trois femmes" de Denis Amar : Guillaume
- 2004 : Un parfum de Caraïbes de Michaël Perrotta : Franck Berlot
- 2005 : Les Amants de la dent blanche de Raymond Vouillamoz : Nicolas
- 2006 : Commissaire Cordier - Épisode "Toutes peines confondues" de Bertrand Van Effenterre : Stan
- 2006 : Sœur Thérèse.com, Épisode "Meurtre en sous-sol" de Christophe Douchand : Georges
- 2007 : Sauveur Giordano de Bertrand Van Effenter : Damien
- 2007 : Julie Lescaut de Daniel Janneau : Camille
- 2007 : Joséphine, ange gardien - Épisode "Ticket gagnant" de Pascal Heylbroeck : Michel
- 2008 : RIS police scientifique de Christophe Douchand : Mathieu Lanoie
- 2009 : Cellule Identité de Stéphane Kappes : Richard Waltmeier
- 2010 : Sauveur Giordano de Bertrand Van Effenter : Damien
- 2011 : Joséphine, ange gardien - Épisode 2 Saison 13 "Liouba" de Philippe Monnier : Hadrien Duval
- 2012 : Le Sang de la vigne - Épisode 4 Saison 3 "Question d'eau de vie... ou de mort"  de Aruna Villiers : Alban de Castayrac
- 2013-2014 : Pep's de Denis Thybaud et Stephan Kopecky : Sylvain Glevarec
- 2014 : Camping Paradis - Épisode 3 Saison 6 "Un coach au paradis" de Marwen Abdallah : Romain
- 2016 : Nina - Épisode 9 Saison 2 "Sur le ring" d'Éric Le Roux : Luis Almeida
- 2016 : Joséphine, ange gardien - Épisode "Le secret de Gabrielle" de Stephan Kopecky : le père Tardivel
- 2018 : Commissaire Magellan - Épisode "La belle équipe" de Stephan Kopecky : Jean-Baptiste Leroy

## Discographie
- 2011 : Bébé fredonne : Julien Clerc
- 2012 : Bébé fredonne : Alain Souchon
- 2013 : Bébé fredonne : Serge Gainsbourg